# Chariobas
Chariobas is een geslacht van spinnen uit de familie van de mierenjagers (Zodariidae).

## Soorten
- Chariobas armatissimus Caporiacco, 1947
- Chariobas cylindraceus Simon, 1893
- Chariobas lineatus Pocock, 1900
- Chariobas mamillatus Strand, 1909
- Chariobas navigator Strand, 1909